# Inês Henriques
Inês Pereira Henriques (Santarém, 1 mei 1980) is een Portugese snelwandelaarster. Ze nam driemaal deel aan de Olympische Spelen, maar won hierbij geen medaille. Op 15 januari 2017 werd zij de allereerste officiële wereldrecordhoudster op de 50 km snelwandelen door deze afstand af te leggen in 4:08.26, ruimschoots binnen de hiertoe door de IAAF gestelde limiet van 4:30.00. Vervolgens werd zij in 2017 de eerste wereldkampioene en in 2018 de eerste Europese kampioene op deze langste snelwandelafstand. 

## Biografie

### Eerste prestaties als junior en senior
Reeds als junior nam Henriques deel aan internationale kampioenschappen. Zowel op de wereldkampioenschappen voor junioren van 1996 als 1998 wist zij zich op de 5000 m snelwandelen echter niet bij de twintig beste vrouwen te plaatsen. Op de Europese kampioenschappen voor atleten tot 23 jaar (U23) van 2001 in Amsterdam deed zij dat wel; daar werd zij op het onderdeel 20 km snelwandelen tiende. Een jaar later, op de Europese kampioenschappen in München, lukte haar dat weer. Op dezelfde afstand werd zij ditmaal vijftiende. 

### Olympisch debuut in 2004
Haar olympisch debuut maakte Henriques in 2004 op de Olympische Spelen van Athene. Op de 20 km snelwandelen werd ze 25e in 1:33.53. Een jaar later presteerde zij op de wereldkampioenschappen in Helsinki vergelijkbaar: in 1:35.44 eindigde zij daar als 27e.
Alweer heel wat beter verging het de Portugese op de EK van 2006 in Göteborg. Daar wist zij in 1:31.58 de twaalfde plaats te bereiken. Dat werd op de WK van 2007 in het Japanse Osaka zelfs een zevende plaats in 1:33.06, haar beste klassering op de 20 km snelwandelen tot dan toe.

### PR's, maar geen podiumplaatsen
De Spelen van 2008 in Peking gingen aan Henriques voorbij, maar een jaar later was zij er op de WK in Berlijn weer bij. Het resulteerde op de 20 km snelwandelen in een tiende plaats in 1:32.51. In 2010 veroverde zij bij de wereldbekerwedstrijden een bronzen medaille. Datzelfde jaar zette ze op de 20 km snelwandelen een persoonlijk record neer van 1:29.36 bij een wedstrijd in A Coruña. Maar op de EK in Barcelona werd zij negende in 1:32.26, gevolgd door een tiende plaats in 1:32.06 op de WK in Daegu in 2011. Op de Olympische Spelen van 2012 in Londen werd ze vijftiende in 1:29.54 op datzelfde onderdeel. Als het erop aankwam lukte het de Portugese maar niet om op de 20 km snelwandelen in de buurt van het podium te finishen.
In 2013 verbeterde Henriques haar record in A Coruña met zes seconden. Later dat jaar kwam ze bij de WK van Moskou op de 20 km snelwandelen echter toch weer niet verder dan een elfde plaats in 1:30.28.

### Eerste wereldkampioene 50 km snelwandelen
De IAAF besloot in 2016 het onderdeel 50 km snelwandelen op te nemen in het programma. In januari 2017 liep Inês het eerste officiële wereldrecord op deze afstand. Bij de WK in Londen dat jaar verbeterde ze dit record verder tot 4:05.56 en werd hiermee de eerste wereldkampioene op deze afstand.
Henriques is aangesloten bij Clube de Natação de Rio Maior.

## Titels
- Wereldkampioene 50 km snelwandelen - 2017
- Europees kampioene 50 km snelwandelen - 2018
- Portugees kampioene 10.000 m snelwandelen - 2006
- Portugees kampioene 20 km snelwandelen - 2006, 2009, 2010, 2011, 2016
- Portugees indoorkampioene 3000 m snelwandelen - 2008

## Persoonlijke records
Baan
| Onderdeel             | Prestatie | Datum            | Plaats   |
| --------------------- | --------- | ---------------- | -------- |
| halve marathon        | 1:24.02   | 12 november 2006 | Nazaré   |
| 3000 m snelwandelen   | 12.56,20  | 29 mei 2010      | Abrantes |
| 5000 m snelwandelen   | 21.32,08  | 10 juni 2014     | Abrantes |
| 10.000 m snelwandelen | 43.19,3   | 7 juli 2018      | Leiria   |
| 20.000 m snelwandelen | 1:31.23,7 | 31 juli 2004     | Lissabon |

Weg
| Onderdeel          | Prestatie       | Datum             | Plaats       |
| ------------------ | --------------- | ----------------- | ------------ |
| 5 km snelwandelen  | 22.11           | 28 juli 2007      | Lissabon     |
| 10 km snelwandelen | 43.09           | 18 september 2010 | Peking       |
| 20 km snelwandelen | 1:29.00         | 7 mei 2016        | Rome         |
| 30 km snelwandelen | 2:26.10 (NR)    | 15 januari 2017   | Porto de Mós |
| 35 km snelwandelen | 2:50.09 (NR)    | 15 januari 2017   | Porto de Mós |
| 50 km snelwandelen | 4:05.56 (ex-WR) | 13 augustus 2017  | Londen       |

Indoor
| Onderdeel           | Prestatie | Datum            | Plaats |
| ------------------- | --------- | ---------------- | ------ |
| 3000 m snelwandelen | 12.25,36  | 16 februari 2013 | Pombal |

## Palmares

### 5000 m snelwandelen
- 1996: 22e WK U20 - 25.17,22
- 1998: 24e WK U20 - 23.54,51

### 20 km snelwandelen
- 2001: 10e EK U23 - 1:34.49
- 2002: 15e EK - 1:35.07
- 2002: 23e Wereldbeker - 1:35.28
- 2003: 32e Europacup - 1:36.03
- 2004: 34e Wereldbeker - 1:32.32
- 2004: 25e OS - 1:33.53
- 2005: 27e WK - 1:35.44
- 2006: 13e Wereldbeker - 1:30.28
- 2006: 12e EK - 1:31.58
- 2007: 7e WK - 1:33.06
- 2008: 19e Wereldbeker - 1:32.35
- 2009: 10e WK - 1:32.51 (na DQ van Olga Kaniskina)
- 2010:  Wereldbeker - 1:33.28
- 2010: 9e EK - 1:32.26
- 2011: 10e WK - 1:32.06
- 2012: 10e Wereldbeker - 1:31.42
- 2012: 15e OS - 1:29.54
- 2013: 11e WK - 1:30.28
- 2014: 22e Wereldbeker - 1:29.33
- 2015: 23e WK - 1:34.47
- 2016: 8e Wereldbeker Team - 1:29.00
- 2016: 12e OS - 1:31.28

### 50 km snelwandelen
- 2017:  WK - 4:05.56 (WR)
- 2018:  EK - 4:09.21 (CR)

2017: Inês Henriques ·
2019: Liang Rui